# 奥哈伊
奥哈伊（/ˈoʊhaɪ/，其印第安本意為「月亮谷」）是美國加利福尼亞州文图拉县的小鎮，人口約八千人。位於在洛杉磯以北110公里處，這個小鎮經常在西部電影中出現。

## 奥哈伊景觀
- 西班牙街；
- 奥哈伊老客棧，迄今已經有一百三十年。

## 奥哈伊名人
- 印度哲學家克里希那穆提1939年二戰爆發時隱居於此長達8年，並達到完全開悟境界。其後，晚年在此安度，他於1986年逝世於小鎮。
- 霍華德·休斯 曾就讀奥哈伊的 Thacher School。
- 安東尼·霍普金斯
- 拜倫·凱蒂 （页面存档备份，存于）被《時代雜誌》讚譽為「21世紀的靈性革新者」，美國極著名的心靈導師與心靈書籍暢銷作家，「轉念作業(The Work)」創始人。巧合的是，她剛好在克里希那穆提逝世的1986年2月覺醒於真相。
- 趙婷 奧斯卡金像獎華人導演。

## 外部連結
- 奥哈伊官府  （页面存档备份，存于）
- 奥哈伊景觀（一） （页面存档备份，存于）
- 奥哈伊景觀（二） （页面存档备份，存于）
- 奥哈伊公園景觀  （页面存档备份，存于）
- 奥哈伊電影節  （页面存档备份，存于）
- 奥哈伊詩歌節  （页面存档备份，存于）
- 奥哈伊滾石音樂節  （页面存档备份，存于）

1. ↑  . mall.cnki.net.   [2021-03-17].[]